# Cotonou IX
Cotonou IX è un arrondissement del Benin situato nella città di Cotonou (dipartimento del Litorale) con 66.660 abitanti (dato 2006).